# Consorti dei sovrani di Mantova
Vedi anche: Sovrani di Mantova.

## Mogli dei Signori di Mantova
Bonacolsi (1274–1328) 
| Ritratto | Nome (nascita–morte)               | Data del matrimonio | Regno  | Regno                       | Padre (Dinastia)                     | Consorte   |
| Ritratto | Nome (nascita–morte)               | Data del matrimonio | Inizio | Fine                        | Padre (Dinastia)                     | Consorte   |
| -------- | ---------------------------------- | ------------------- | ------ | --------------------------- | ------------------------------------ | ---------- |
|          | N.N. da Correggio (? – ?)          | ?                   | ?      | 1291 abdicazione del marito | Guido II da Correggio (da Correggio) | Pinamonte  |
|          | Anastasia da Riva (? – ?)          | ?                   | ?      | 1299 abdicazione del marito | Corsagnone da Riva (da Riva)         | Bardellone |
|          | Franceschina Maggi (? – ?)         | ?                   | ?      | 1299                        | ?                                    | Guido      |
|          | Costanza della Scala (1263 – 1306) | 1299                | 1299   | 1306                        | Alberto I della Scala (della Scala)  | Guido      |
|          | Alisa d'Este (? – ?)               | 1325                | ?      | 1328 morte del marito       | Aldobrandino II d'Este (Este)        | Rinaldo    |

 Gonzaga (1328–1433) 
| Ritratto | Nome (nascita–morte)                           | Data del matrimonio | Regno             | Regno                              | Padre (Dinastia)                   | Consorte      |
| Ritratto | Nome (nascita–morte)                           | Data del matrimonio | Inizio            | Fine                               | Padre (Dinastia)                   | Consorte      |
| -------- | ---------------------------------------------- | ------------------- | ----------------- | ---------------------------------- | ---------------------------------- | ------------- |
|          | Caterina Malatesta (1275 – 1340)               | dopo 1319           | dopo 1319         | 1340                               | Pandolfo I Malatesta (Malatesta)   | Luigi I       |
|          | Giovanna Novella Malaspina (1282 – 1360)       | 1340                | 1340              | 1360                               | Spinetta Malaspina (Malaspina)     | Luigi I       |
|          | Alda d'Este (18 luglio 1333 – 1381)            | 16 febbraio 1356    | 22 settembre 1369 | 1381                               | Obizzo III d'Este (Este)           | Ludovico I    |
|          | Agnese Visconti (1362 – 1391)                  | 25 dicembre 1380    | 4 ottobre 1382    | 1391                               | Bernabò Visconti (Visconti)        | Francesco I   |
|          | Margherita Malatesta (1370 – 28 febbraio 1399) | 1393                | 1393              | 28 febbraio 1399                   | Galeotto I Malatesta (Malatesta)   | Francesco I   |
|          | Paola Malatesta (1393 – 28 febbraio 1449)      | 22 agosto 1409      | 22 agosto 1409    | 22 settembre 1433 diventa marchesa | Malatesta IV Malatesta (Malatesta) | Gianfrancesco |

## Marchese di Mantova
Gonzaga (1433–1530) 
| Ritratto | Nome (nascita–morte)                                         | Data del matrimonio | Regno                                           | Regno                              | Padre (Dinastia)                                           | Consorte      |
| Ritratto | Nome (nascita–morte)                                         | Data del matrimonio | Inizio                                          | Fine                               | Padre (Dinastia)                                           | Consorte      |
| -------- | ------------------------------------------------------------ | ------------------- | ----------------------------------------------- | ---------------------------------- | ---------------------------------------------------------- | ------------- |
|          | Paola Malatesta (1393 – 28 febbraio 1449)                    | 22 agosto 1409      | 22 settembre 1433 signoria elevata a marchesato | 23 settembre 1444 morte del marito | Malatesta IV Malatesta (Malatesta)                         | Gianfrancesco |
|          | Barbara di Brandeburgo (30 settembre 1422 – 7 novembre 1481) | 12 novembre 1433    | 23 settembre 1444                               | 11 giugno 1478 morte del marito    | Giovanni, margravio di Brandeburgo-Kulmbach (Hohenzollern) | Ludovico II   |
|          | Margherita di Baviera (1º gennaio 1442 – 14 ottobre 1479)    | 10 maggio 1463      | 11 giugno 1478                                  | 14 ottobre 1479                    | Alberto III, duca di Baviera (Wittelsbach)                 | Federico I    |
|          | Isabella d'Este (17 maggio 1474 – 13 febbraio 1539)          | 12 febbraio 1490    | 12 febbraio 1490                                | 29 marzo 1519 morte del marito     | Ercole I d'Este, duca di Ferrara (Este)                    | Francesco II  |

## Duchesse di Mantova e Marchese di Monferrato
Gonzaga (1530–1573) 
| Ritratto | Nome (nascita–morte)                                                             | Data del matrimonio | Regno            | Regno                             | Padre (Dinastia)                                                     | Consorte      |
| Ritratto | Nome (nascita–morte)                                                             | Data del matrimonio | Inizio           | Fine                              | Padre (Dinastia)                                                     | Consorte      |
| -------- | -------------------------------------------------------------------------------- | ------------------- | ---------------- | --------------------------------- | -------------------------------------------------------------------- | ------------- |
|          | Margherita Paleologa Marchesa del Monferrato (11 agosto 1510 – 28 dicembre 1566) | 16 novembre 1531    | 16 novembre 1531 | 28 giugno 1540 morte del marito   | Guglielmo IX, marchese del Monferrato (Paleologi)                    | Federico II   |
|          | Caterina d'Austria (15 settembre 1533 – 28 febbraio 1572)                        | 22 ottobre 1549     | 22 ottobre 1549  | 21 febbraio 1550 morte del marito | Ferdinando I, imperatore del Sacro Romano Impero (Asburgo d'Austria) | Francesco III |
|          | Eleonora d'Austria (2 novembre 1534 – 5 agosto 1594)                             | 26 aprile 1561      | 26 aprile 1561   | 1573                              | Ferdinando I, imperatore del Sacro Romano Impero (Asburgo d'Austria) | Guglielmo     |

## Duchesse di Mantova e di Monferrato
Gonzaga (1573–1627) 
| Ritratto | Nome (nascita–morte)                                      | Data del matrimonio | Regno            | Regno                             | Padre (Dinastia)                                                     | Consorte     |
| Ritratto | Nome (nascita–morte)                                      | Data del matrimonio | Inizio           | Fine                              | Padre (Dinastia)                                                     | Consorte     |
| -------- | --------------------------------------------------------- | ------------------- | ---------------- | --------------------------------- | -------------------------------------------------------------------- | ------------ |
|          | Eleonora d'Austria (2 novembre 1534 – 5 agosto 1594)      | 26 aprile 1561      | 1573             | 14 agosto 1587 morte del marito   | Ferdinando I, imperatore del Sacro Romano Impero (Asburgo d'Austria) | Guglielmo    |
|          | Eleonora de' Medici (28 febbraio 1567 – 9 settembre 1611) | 29 aprile 1584      | 14 agosto 1587   | 9 settembre 1611                  | Francesco I, granduca di Toscana (Medici)                            | Vincenzo I   |
|          | Margherita di Savoia (28 aprile 1589 – 26 giugno 1655)    | 19 febbraio 1608    | 9 febbraio 1612  | 22 dicembre 1612 morte del marito | Carlo Emanuele I, duca di Savoia (Savoia)                            | Francesco IV |
|          | Caterina de' Medici (2 maggio 1593 – 17 aprile 1629)      | 16 febbraio 1617    | 16 febbraio 1617 | 29 ottobre 1626 morte del marito  | Ferdinando I, granduca di Toscana (Medici)                           | Ferdinando   |
|          | Isabella Gonzaga di Novellara (1576 – 1630)               | 1616/1617           | 29 ottobre 1626  | 25 dicembre 1627 morte del marito | Alfonso I, conte di Novellara (Gonzaga di Novellara)                 | Vincenzo II  |

 Gonzaga-Nevers (1627–1708) 
A Vincenzo II Gonzaga nel 1627 succedette Carlo I di Gonzaga-Nevers, che sposò Caterina di Lorena, morta nel 1618 prima di diventare duchessa consorte.
| Ritratto | Nome (nascita–morte)                                              | Data del matrimonio | Regno           | Regno          | Padre (Dinastia)                                       | Consorte         |
| Ritratto | Nome (nascita–morte)                                              | Data del matrimonio | Inizio          | Fine           | Padre (Dinastia)                                       | Consorte         |
| -------- | ----------------------------------------------------------------- | ------------------- | --------------- | -------------- | ------------------------------------------------------ | ---------------- |
|          | Isabella Clara d'Austria (12 agosto 1629 – 24 febbraio 1685)      | 7 novembre 1649     | 7 novembre 1649 | 14 agosto 1665 | Leopoldo V, arciduca d'Austria (Asburgo d'Austria)     | Carlo II         |
|          | Anna Isabella Gonzaga (12 febbraio 1655 – 11 agosto 1703)         | luglio 1671         | luglio 1671     | 11 agosto 1703 | Ferrante III, duca di Guastalla (Gonzaga di Guastalla) | Ferdinando Carlo |
|          | Susanna Enrichetta di Lorena (1º febbraio 1686 – 19 ottobre 1710) | 8 novembre 1704     | 8 novembre 1704 | 5 luglio 1708  | Carlo III, duca d'Elbeuf (Lorena)                      | Ferdinando Carlo |